# Hogna lambarenensis
Hogna lambarenensis är en spindelart som först beskrevs av Simon 1910.  Hogna lambarenensis ingår i släktet Hogna och familjen vargspindlar.
Artens utbredningsområde är Kongo. Inga underarter finns listade i Catalogue of Life.